# Georges Poujouly

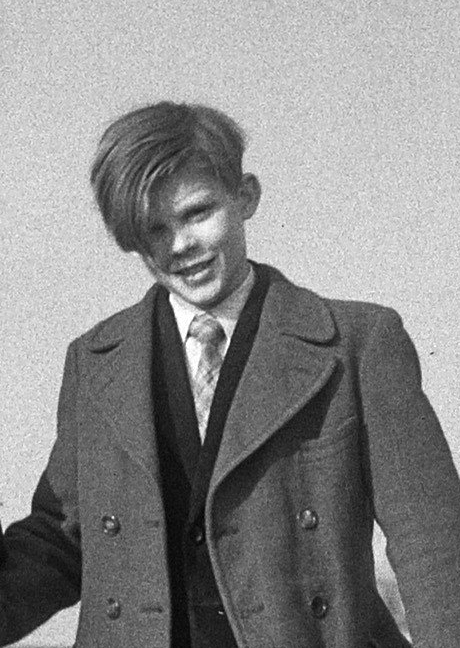
Georges Poujouly (1953)

Georges Poujouly (* 20. Januar 1940 in Garches, Hauts-de-Seine; † 28. Oktober 2000 in Villejuif, Département Val-de-Marne) war ein französischer Schauspieler, Hörspiel- und Synchronsprecher.

## Leben
Georges Poujouly wurde als Sohn einer unverheirateten Fabrikarbeiterin geboren. Seine Familie stammte ursprünglich aus der Auvergne und Korsika. Poujouly wuchs in bescheidenen Verhältnissen auf, ehe er von René Clément in einem Ferienlager für sozial benachteiligte Kinder in Yonne für den Film entdeckt wurde. Clément bereitete zu diesem Zeitpunkt Verbotene Spiele (1952) vor. Ursprünglich als Teil eines Episodenfilms geplant, spielt das Drama vor dem Hintergrund des beginnenden Zweiten Weltkriegs. Erzählt wird die Geschichte eines fünfjährigen Mädchens aus Paris (gespielt von Brigitte Fossey), die im besetzten Frankreich ihre Eltern verliert und daraufhin Unterkunft und neue Freunde bei einer Bauernfamilie findet. Mit Tod, Religion und Beerdigungsritualien vertraut gemacht, beginnt das Waisenmädchen die sie umgebenden Ereignisse mit dem jüngsten Bauernsohn (dargestellt von Poujouly) nachzuspielen.
Mit Verbotene Spiele gelang Réne Clément der internationale Durchbruch bei Kritikern und Publikum. Der Film gewann den Goldenen Löwen der Filmfestspiele von Venedig und wurde bei der Oscarverleihung 1953 mit dem Ehrenpreis als bester fremdsprachiger Film ausgezeichnet. Ebenso in den Fokus der internationalen Kritiker rückten die Leistungen der beiden im Kino noch unerprobten Kinddarsteller. Laut Bosley Crowther (The New York Times) gestaltete der 11-jährige Poujouly die Hauptrolle des Michel „nicht als Kreatur von jugendlichem Übermut, sondern von spiritueller Pracht.“ Noch weitaus positiver äußerte sich der britische Filmkritiker Richard Winnington, der den Part des Jungen über den des Mädchens stellte: „Aber der Junge ist etwas mehr – selbst Schauspieler – und durch seine Leistung genießt man das Vorrecht, die süßen Träume und die bittere Qual der Kindheit wieder zu entdecken.“
Nach dem Erfolg des Films gab Poujoulys Mutter die Arbeit auf und verwaltete die Einkünfte ihres Sohnes, die sie später veruntreut haben soll. Im Gegensatz zu Brigitte Fossey, die ihre Filmkarriere nach Verbotene Spiele erst wieder im Erwachsenenalter erfolgreich aufnehmen sollte, setzte Poujouly die Arbeit als Schauspieler fort. Trotz Nebenrollen unter so bekannten Regisseuren wie André Cayatte (Wir sind alle Mörder, 1952), Yves Allégret (Der junge Irre, 1952), Henri-Georges Clouzot (Die Teuflischen, 1955), Christian-Jaque (TKX antwortet nicht, 1956) oder Roger Vadim (… und immer lockt das Weib, 1956) konnte er aber an den anfänglichen Erfolg nicht anknüpfen. Die Rolle des Jungen in der Hollywood-Produktion Der alte Mann und das Meer (1958) mit Spencer Tracy erhielt Poujouly aufgrund seines fortgeschrittenen Alters nicht.
Einem breiten Publikum blieb er durch die Rolle des jugendlichen Autodiebes und Mörders in Louis Malles Kriminalfilm Fahrstuhl zum Schafott (1958) in Erinnerung. Seine erste anspruchsvolle Erwachsenenrolle verkörperte er in Édouard Molinaros Ein Mädchen für einen Sommer (1960). Ab Mitte der 1960er-Jahre konzentrierte sich Poujouly zunehmend auf die Arbeit im französischen Fernsehen, darunter die Serie Les beaux yeux d'Agatha mit Anne Tonietti in der Titelrolle. 1966 arbeitete er erneut mit Réne Clément zusammen, der ihm eine kleine Rolle in seinem Kriegsfilm Brennt Paris? (1966) verschaffte. Mit Brigitte Fossey war Poujouly ein zweites Mal in Marc Pavaux' Fernsehfilm Esprits de famille (1975) zu sehen.
Poujouly setzte seine Schauspielkarriere bis in die 1980er-Jahre fort. Parallel zur Arbeit als Schauspieler trat er bis Anfang der 1990er-Jahre als Hörspiel- und Synchronsprecher in Erscheinung. Nach der Titelrolle in dem Hörspiel Der kleine Prinz (1954) mit Gérard Philipe synchronisierte er Ende der 1950er-Jahre den Tim in mehreren Tim-und-Struppi-Zeichentrickfilmen. Als Erwachsener war er unter anderem die französische Stimme für Michael Douglas (Die Straßen von San Francisco, 1972–1977) und Dustin Hoffman (Der Marathon-Mann, 1976). Auch war er als Aufnahmeleiter für das US-amerikanische Filmstudio 20th Century Fox tätig.
Georges Poujouly zählte klassische Musik, das Lesen und das Reiten zu seinen Hobbys. Im Jahr 2000 verstarb er im Alter von 60 Jahren im Krankenhaus von Villejuif an den Folgen einer Krebserkrankung.

## Filmografie (Auswahl)
- 1952: Verbotene Spiele (Jeux interdits)
- 1952: Wir sind alle Mörder (Nous sommes tous des assassins)
- 1952: Son dernier Noël
- 1953: Der Tempelschatz von Bengalen (Il tesoro del Bengala)
- 1955: Zwei silberne Leuchter (Il cortile)
- 1955: Die Teuflischen (Les Diaboliques)
- 1956: TKX antwortet nicht (Si tous les gars du monde)
- 1956: … und immer lockt das Weib (Et Dieu… créa la femme)
- 1958: Fahrstuhl zum Schafott (Ascenseur pour l'échafaud)
- 1960: Ein Mädchen für einen Sommer (Une fille pour l'été)
- 1961: Ferien in der Hölle (Vacances en enfer)
- 1962: Eddie und die scharfen Kurven (Une grosse tête)
- 1963: Laster und Tugend (Le vice et la vertu)
- 1966: Brennt Paris? (Paris brûle-t-il?)
- 1970: Biribi – Hölle unter heißer Sonne (Biribi)
- 1970: Paix sur les champs
- 1972: Hellé
- 1975: Esprits de famille (Fernsehfilm)
- 1981: Le guépiot
- 1991: Robinson et compagnie (Sprechrolle)